# Zoyatla de Guerrero
Zoyatla de Guerrero är en ort i Mexiko.   Den ligger i kommunen Pahuatlán och delstaten Puebla, i den sydöstra delen av landet, 140 km nordost om huvudstaden Mexico City. Zoyatla de Guerrero ligger 1 222 meter över havet och antalet invånare är 999.
Terrängen runt Zoyatla de Guerrero är huvudsakligen bergig, men åt nordväst är den kuperad. Terrängen runt Zoyatla de Guerrero sluttar österut. Runt Zoyatla de Guerrero är det ganska tätbefolkat, med 80 invånare per kvadratkilometer. Närmaste större samhälle är Huauchinango, 16,1 km sydost om Zoyatla de Guerrero. I omgivningarna runt Zoyatla de Guerrero växer i huvudsak städsegrön lövskog.